# Декларація Бальфура (1926)

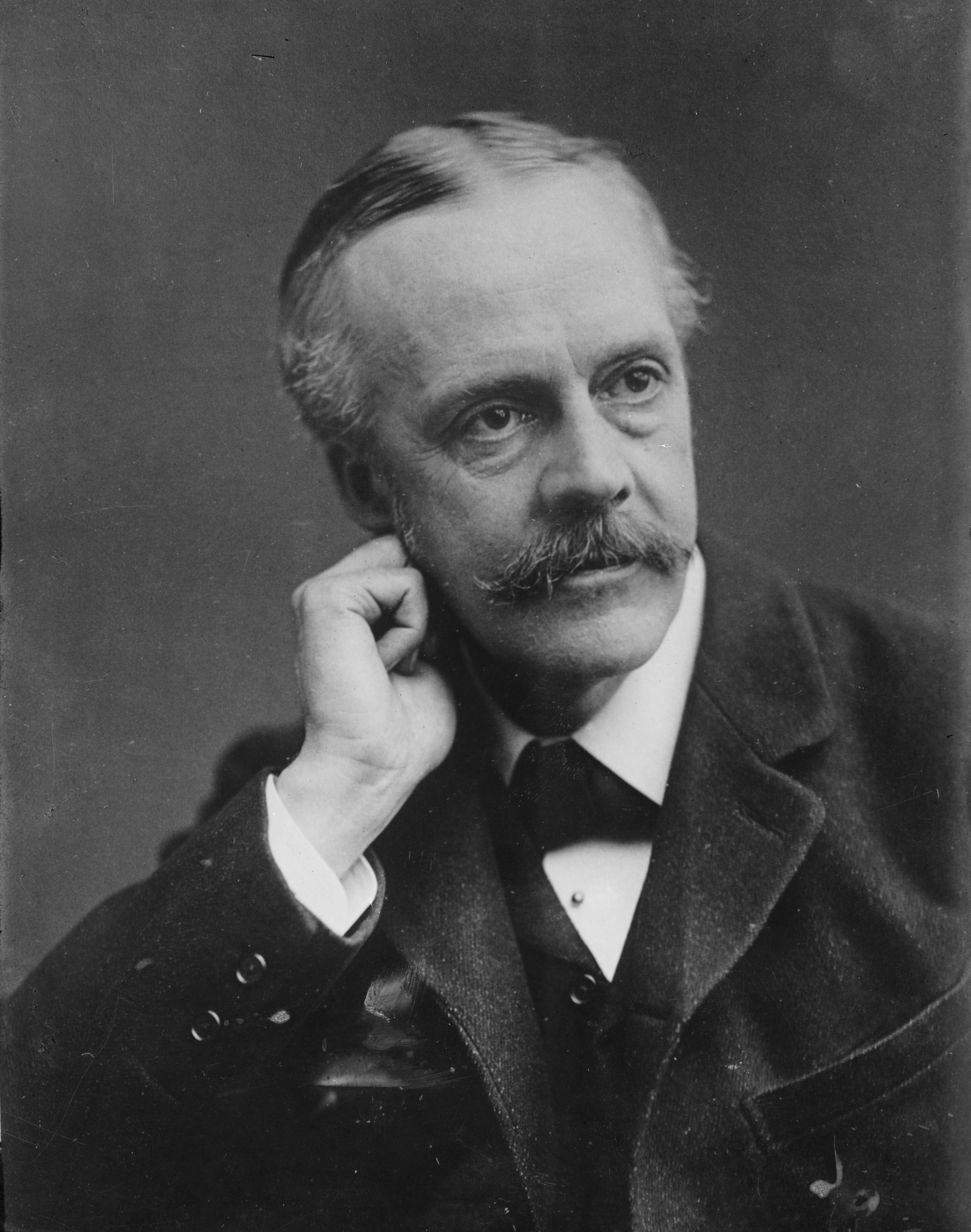
Артур Бальфур

Деклара́ція Ба́льфура 1926 року (англ. Balfour Declaration of 1926) — заключний звіт конференції країн Британської імперії, що відбулась 1926 року. Документ отримав свою назву за ім'ям лорда Артура Бальфура.
Основними принципами, закладеними в Декларацію Бальфура 1926 року, стали:
- визнання рівного державного статусу Великої Британії та всіх її домініонів,
- визнання усіма країнами монарха,
- добровільність і рівність для входження до Співдружності націй.

Окрім цього, вперше було запропоновано принцип, відповідно до якого генерал-губернатори припинили виконувати ролі глав держав-домініонів та дипломатичних представників Великої Британії. Також вперше було закладено принцип спільного монарха, за якого усі країни конституційної монархії всередині Співдружності більше не визнавали монарха Великої Британії главою своєї держави й отримували можливість мати власного монарха, але при цьому особа монарха залишалась єдиною для всіх країн Співдружності.
Документ було покладено в основу й мав продовження у матеріалах Вестмінстерського статуту 1931 року.